# Virtual Battlespace

Військовий симулятор віртуальної реальності

Virtual Battlespace — симулятор віртуальної реальності «Віртуальний бойовий простір» (VBS2, VBS3 та їх наступник VBS4) від компанії Bohemia Interactive Simulations (BIS). Використовується для тренувань армії США та збройних сил держав-членів НАТО.

## Особливості
Версія симулятора VBS4 має кілька різних модулів для розробки сценаріїв ведення бойових дій у різних середовищах, формування географічного простору та ін. VBS щільно інтегрований з інтерфейсом Pointman, який дозволяє постійно контролювати позицію аватара користувача. Детальна артикуляція аватара стає видимою для інших бійців загону, що діють у мережевій симуляції. VBS-Pointman підтримує широкий спектр стрілецької зброї та додаткові форми мобільності, включаючи спішування, плавання та встановлення ролей (водія, пасажира, навідника), використання комплекту пілотованих транспортних засобів.

## Застосування в Україні
З 2017 року в Збройні Сили України почали надходити сучасні зразки різноманітних тренажерів та мультимедійних комплексів, які також дозволяють заощаджувати бюджетні кошти. Сталося це завдяки тому, що Конструкторському бюро «Логіка» вдалося отримати технологію комплексної симуляції бойової обстави Virtual Battlespace (VBS3), яка є де-факто стандартом тактичної комп’ютеризованої підготовки підрозділів сухопутних військ в арміях країн-учасників Альянсу. Завдяки плідній співпраці зі США у Яворові створено Центр імітаційного моделювання Міжнародного центра миротворчості та безпеки Національної академії сухопутних військ. В його стінах вже на постійній основі відбувається підготовка штабів українських підрозділів ланки «бригада-батальйон», здійснюється ще низка навчальних заходів, починаючи з індивідуального вишколу військовослужбовців за допомогою сучасних інформаційно-медійних платформ, на кшталт Joint Conflict and Tactical Simulation (JCATS) та Virtual Battlespace 3 (VBS 3). У навчальному центрі Сухопутних військ ЗСУ "Десна" розгорнуто найбільший в Україні комплекс тренажерів з застосуванням програми Virtual Battlespace 3 (VBS3).
Війна безпілотників, яка йде в Україні, вплинула на доктрину збройних сил у всьому світі, і в майбутньому безпілотники стануть звичною частиною бойових дій. Тому розробники на основі відео з України додали до VBS нові можливості безпілотників — від скидання гранат до дронів-камікадзе. Також розробники додали зброю для боротьби з дронами та створили ряд сценаріїв і відео.